# G.U.Y.
G.U.Y. (akronym för Girl Under You) är en låt av Lady Gaga och den tredje singeln från hennes tredje album ARTPOP.
Låten inkluderades på hennes album men släpptes senare som den tredje och sista singeln från albumet. Texten figurerar kring makthavande, dominans och grekisk mytologi.
Låten recenserades positivt av många musikkritiker men misslyckades att ta sig in på de flesta internationella topplistor.

## Musikvideo
Musikvideon till låten spelades in på Hearst Castle i USA och innehåller bland annat skådespelare från den amerikanska TV-serien The Real Housewives of Beverly Hills. Videon porträtterar Lady Gaga som en skadad och fallen ängel som återupplivas och tar ut sin hämnd på de män som jagat henne. Videon avslutas med att Gaga ersätter dessa med egentillverkade kloner.
Enligt Gaga anspelar videon på en metafor för de skivbolagsdirektörer som inte respekterat henne eller hennes konst, utan endast sett hennes musik som en inkomstkälla.

## Utgåvor
Singel
Singeln är utgiven som digital nerladdning på de främsta digitala musiktjänsterna, däribland iTunes Store och Google Play.
| Nr           | Titel        | Längd |
| ------------ | ------------ | ----- |
| 1.           | G.U.Y.       | 3:52  |
| Total längd: | Total längd: | 3:52  |

EP
En EP är även utgiven tillägnad singeln innehållande remixer som digital nerladdning.
| Nr           | Titel                             | Längd |
| ------------ | --------------------------------- | ----- |
| 1.           | G.U.Y. (St. Lucia Remix)          | 5:29  |
| 2.           | G.U.Y. (Rami Samir Afuni Remix)   | 4:28  |
| 3.           | G.U.Y. (Wayne G Throwback Anthem) | 7:53  |
| 4.           | G.U.Y" (Lovelife Remix)           | 3:15  |
| 5.           | G.U.Y. (KDrew Remix)              | 4:45  |
| Total längd: | Total längd:                      | 25:50 |